# 엣지 오브 더 로드
엣지 오브 더 로드(Edges Of The Lord)는 미국에서 제작된 유렉 보가에비츠 감독의 2001년 영화이다. 할리 조엘 오스먼트 등이 주연으로 출연하였고 제브 브라운 등이 제작에 참여하였다.

## 출연

### 주연
- 할리 조엘 오스먼트
- 윌렘 대포

### 조연
- 리암 헤스
- 올라프 루바젠코
- 마우고쟈타 포렘난크
- 안드르제이 그라보우스키
- 리스자드 론체스키
- 크리스티나 펠드먼

## 제작진
- Line PD: 로니 야코브
- 미술: 메일링 쳉